# Милан Ненадић (књижевник)
Милан Ненадић (Грковци, 30. септембар 1947 — Нови Сад, 7. март 2021) био је српски књижевник.

## Биографија
Милан Ненадић је рођен 30. септембра 1947. године у Грковцима код Босанског Грахова. Основну школу и гимназију је завршио у Босанском Грахову, а потом је уписао студије југословенских књижевности и савременог српскохрватског језика на Филозофском факултету у Сарајеву. Након завршетка студија и одслужења војног рока, започео је свој рад као слободни уметник. Од 1974. године живео је у Београду, где је провео десет година, преселивши се потом у Зрењанин 1984. године. Од 1998. године је живио у Петроварадину.
Милан Ненадић је преминуо заједно са својом супругом Илеаном Урсу Ненадић, која је такође била књижевница и преводилац, од последица цурења гаса у њиховој породичној кући у Петроварадину 7. марта 2021. године.

## Награде и признања
Милан Ненадић је добитник бројних награда и признања од којих битније укључују:
- Награда „Јован Дучић”, 1971.
- Награда „Печат вароши сремскокарловачке”, за песму „Стефанос”, 1972.
- Награда „Милан Ракић”, за књигу Општи одар, 1979.
- БИГЗ-ова награда, 1985.
- Награду Универзитетске ријечи за књигу године, 1990.
- Змајева награда, 1990.
- Награда „Станко Симићевић” Народне библиотеке „Данило Киш” из Врбаса, 1996.
- Награда Друштва књижевника Војводине, 1996.
- Награда Кочићево перо, 1996.
- Награда Бранко Ћопић Српске академије наука и уметности, 1998.
- Награда Савеза књижевника Румуније, 2000.
- Орден Владе Румуније, 2000.
- Награда „Кондир Косовке девојке”, 2000.
- Награда „Овидије” Савеза књижевника Румуније и Владе Румуније, 2001.
- Награда „Лаза Костић”, 2001.
- Повеља „Пјесник - свједок времена” у склопу Сарајевских дана поезије, 2002.
- Награда Шушњар, 2005.
- Награда „Ђура Јакшић”, за књигу песама Камен са именом, 2007.
- Награда „Милица Стојадиновић Српкиња”, 2008.
- Награда „Заплањски Орфеј”, 2010.
- Награда „Петровдански вијенац”, за књигу Редна чаша, 2012.
- Дучићева награда, 2019.
- Награда „Жичка хрисовуља”, 2020.[4]

## Дела
Милан Ненадић је објавио преко двадесет књига поезије и превођен је на готово све европске језике.
- Стефанос - Свјетлост, Сарајево, 1971. године
- Нови Стефанос - Веселин Маслеша, Сарајево, 1974. године
- Општи одар - Свјетлост, Сарајево, 1978. године
- Усамљена историја - Веселин Маслеша, Сарајево, 1979. године
- Осветна маска - Просвета, Београд, 1981. године
- Песме - БИГЗ, Београд, 1984. године
- Књига четворице - Нова Југославија, Врање, 1985. године (заједно са Зораном Вучићем, Слободаном Стојадиновићем и Мирославом Цером Михаиловићем)
- Општи одар и друге песме - Свјетлост, Сарајево, 1985. године (заједно са Иваном Кордићем и Стеваном Тонтићем)
- Вриснула је мајка - Градска народна библиотека "Жарко Зрењанин", Зрењанин, 1985. године (заједно са Илеаном Урсу)
- Почињем да бирам - Панпублик, Зрењанин, 1988. године
- Дрхтање у своду - Универзитетска ријеч, Никшић, 1988. године
- Изабране песме - Веселин Маслеша, Сарајево, 1989. године
- Бели Анђео - Градска народна библиотека "Жарко Зрењанин", Зрењанин, 1990. године
- Венац за Гаврила - Народна библиотека "Данило Киш", Врбас, 1991. године
- Уточиште - Матица српска, Нови Сад, 1994. године
- Средовечан соко - Књижевна заједница, Нови Сад, 1995. године
- Угрушак: наставак Уточишта - Матица српска, Нови Сад, 1997. године
- Суви печат - Глас српски, Бања Лука, 1998. године
- Општи одар и нове песме - Ослобођење, Сарајево, 2000. године
- Ноћна слика (Imagine nocturnǎ) - Libertatea, Панчево, 2001. године (српско-румунско издање)
- Дивљи бог Балкана - Српска књижевна задруга, Београд, 2003. године
- Пола капи росе: изабране и нове песме - Orpheus, Нови Сад, 2004. године
- Песме (избор) - Књижевна задруга, Бања Лука, 2005. године
- Камен са именом - Stylos, Нови Сад, 2006. године
- Горко изобиље - ДНС Логос, Бачка Паланка, 2008. године
- Више од имања (избор) - Завод за културу Војводине, Нови Сад, 2010. године
- Редна чаша - Београд, Зрењанин, 2012. године
- Укус пелина (изабране песме) - Просвета, Београд, 2012. године
- Венац за Гаврила, завештање - Каирос, Сремски Карловци, 2014. године
- Венац за Гаврила: завештање - Графомарк, Лакташи, 2014. године (издање другачије у односу на претходно)